# Giannīs Sioutīs
Iōannīs Sioutīs, detto Giannīs (in greco Ιωάννης "Γιάννης" Σιούτης?; 27 luglio 1973), è un ex cestista e allenatore di pallacanestro greco.

## Carriera
Con la Grecia under 26 ha disputato i Giochi del Mediterraneo di Bari 1997.

## Palmarès
- Coppa di Grecia: 1

Aris Salonicco: 1997-98
- Coppa Korać: 1

Aris Salonicco: 1996-97
- Eurolega: 1

Panathinaikos: 2001-02